# Arcuphantes potteri
Arcuphantes potteri là một loài nhện trong họ Linyphiidae.
Loài này thuộc chi Arcuphantes. Arcuphantes potteri được Ralph Vary Chamberlin & Wilton Ivie miêu tả năm 1943.